# Botomotoito Skito Litimba
Skito Botomoito Litimba, né 7 juillet 1977 à Kinshasa, est un footballeur congolais, membre de la sélection de république démocratique du Congo qui a effectué l'essentiel de sa carrière en Allemagne. Il évolue au poste d'attaquant.

## carrière
L'attaquant avec un passeport français a joué au début de sa carrière à l'AS Vita Club Kinshasa au Congo avant son arrivée en Allemagne en 1998 et a joué pour LR Ahlen avec son compatriote Musemestre Bamba. Sous la direction de l'entraîneur Franz-Josef Tenhagen, l'équipe célèbre sa promotion en deuxième Bundesliga après la saison 1999-2000. En 2001, Litimba rejoint le SC Paderborn 07 dans la Regionalliga Nord. Après un bref retour à Ahlen, où il évoluait en réserve sous l'entraîneur Frank Saborowski, l'attaquant a suivi son ancien entraîneur Jupp Tenhagen au 1. FC Bocholt en 2003, club avec lequel il joue pendant quatre autres années dans l'Oberliga Nordrhein. À l'été 2007, Litimba a changé pour SV Straelen. 
Avec l'équipe nationale du Congo, Litimba a participé à la Coupe d'Afrique en 1998 au Burkina Faso et a terminé troisième. Après des victoires sur le Ghana et le Cameroun, entre autres, son équipe a perdu 1-2 en demi-finale contre l'Afrique du Sud après prolongation.